# Zubák
Zubák je naseljeno mjesto u okrugu Púchov u  Trenčínskom kraju u Slovačkoj.

## Stanovništvo
| Godina:     | 1993. | 2003.   | 2013.   | 2023.   |
| ----------- | ----- | ------- | ------- | ------- |
| Broj ljudi: | 938   | 912     | 877     | 838     |
| Razlika:    |       | -2,77 % | -3,83 % | -4,44 % |

| Godina:     | 2022. | 2023.   |
| ----------- | ----- | ------- |
| Broj ljudi: | 840   | 838     |
| Razlika:    |       | -0,23 % |

Prema podacima o broju stanovnika iz 2023. godine naselje je imalo 838 stanovnika.

## Vanjske poveznice
|  | Zajednički poslužitelj ima još gradiva o temi Zubák |

- Službena stranica naselja (sl.)